# Soyuz 14
Soyuz 14 foi uma missão espacial soviética à estação orbital Salyut 3, realizada entre 3 e 19 de julho de 1974.

## Tripulação
| Posição             | Cosmonauta     |
| ------------------- | -------------- |
| Comandante          | Yuri Artyukhin |
| Engenheiro de voo 1 | Pavel Popovich |

## Parâmetros da Missão
- Massa: 6 800 kg
- Perigeu: 195 km
- Apogeu: 217 km
- Inclinação: 51,6°
- Período: 88,6 minutos

## Pontos altos da missão
A missão era parte do programa Almaz para avaliar as aplicações militares de voos espaciais tripulados. Atualmente, entretanto, a natureza militar desta missão especificamente não foi reconhecida pelas autoridades soviéticas.
O grupo testou a conveniência de utilizar a Salyut 3 como um satélite de reconhecimento militar. O grupo também testou os sistemas da estação Almaz, tais como os painéis solares. Os cosmonautas realizaram exercícios físicos por 2 horas cada dia para compensar os efeitos da falta de peso. Devido a isto, eles foram capazes de saírem do módulo de descida da Soyuz sem assistência no fim do voo.
Durante a sua estada de dois dias na estação, o grupo realizou trabalhos de reconhecimento e uma série de experimentos biomédicos. Todos os objetivos da missão foram atingidos.